# Bureaucracy
Bureaucracy ist ein Computerspiel des US-amerikanischen Entwicklerstudios Infocom aus dem Jahr 1987. Das humorvolle Textadventure wurde unter anderem vom britischen Schriftsteller Douglas Adams geschrieben.

## Handlung
Der Spieler muss einen beruflichen Flug von London nach Paris antreten. Flugticket und eine neue Kreditkarte wurden ihm per Post übersendet. Der Spieler ist allerdings kürzlich umgezogen, und die Unterlagen wurden an seine alte Adresse gesendet. Er ist gezwungen, eine lange und komplizierte Reihe von bürokratischen Hürden zu überwinden. So wird die Post nicht mehr zugestellt und Bankkonten sind unzugänglich. Das Spiel zeigt eine simulierte Blutdruckmessung an, die im Falle von frustrierenden Geschehnissen ansteigt und sich erst nach einer Zeitspanne ohne lästige Ereignisse wieder senkt. Wenn ein gewisser Blutdruck überstiegen wird, erliegt der Spieler einem Aneurysma und das Spiel ist verloren.
Während der scheinbar einfachen Aufgabe, fehlgeleitete Briefe zu bekommen, begegnet der Spieler einigen bizarren Personen, wie einem Computer-Hacker, einem paranoiden Waffenfetischisten, einem Kannibalenstamm und einem hungrigen Lama.
Das Spiel beginnt mit einem Registrierungsformular. Nachdem dieses vom Spieler ausgefüllt wurde, verwendet das Spiel diese Informationen absichtlich völlig fehlerhaft, so wird der Spieler beharrlich im falschen Geschlecht angesprochen, und die vom Spieler als „am wenigsten gemochte“ angegebene Farbe taucht überall auf.

## Spielprinzip und Technik
Bureaucracy ist ein Textadventure. Das Spiel stellt die jeweilige Spielumgebung sowie das Geschehen in Textform dar, die Visualisierung obliegt größtenteils der Fantasie des Spielers. Das Spiel findet wie bei einem Pen-&-Paper-Rollenspiel zugweise statt. Der Spieler gibt einen Zug als Befehl in natürlicher Sprache ein, wobei er auf die Spielumgebung, computergesteuerte Spielfiguren („NPCs“) oder mit sich geführte Gegenstände („Inventar“) Bezug nimmt. Das Herzstück des Spiels, der Parser, wertet wie der Spielleiter bei einem Pen-&-Paper-Rollenspiel die Eingabe aus, modelliert gegebenenfalls die Spielwelt um und teilt dem Spieler in Textform mit, was sein Zug bewirkt hat. Auf diese Weise kann der Spieler die Spielwelt erforschen, Rätsel lösen und dadurch die Handlung vorantreiben, wobei durch das Lösen bestimmter Rätsel weitere Areale der Spielwelt freigeschaltet werden.
Der Spieler kann in Bureaucracy sein Geschlecht festlegen. Bis auf kosmetische Unterschiede bei der Textausgabe hat die Wahl aber keine Auswirkung auf das Spielgeschehen.

## Produktionsnotizen
Zur Zusammenarbeit zwischen Douglas Adams und Infocom war es gekommen, nachdem ersterem das von Steve Meretzky geschriebene und programmierte Spiel Planetfall aufgefallen war. Douglas schrieb zunächst (gemeinsam mit Meretzky) The Hitchhiker’s Guide to the Galaxy. Der Vertrag, den er mit Infocom geschlossen hatte, sah eigentlich fünf weitere Spiele vor, die auf dem Hitchhiker-Universum basieren sollten. Adams verlor aber die Lust am Thema und schlug stattdessen vor, einen Plot zum Thema „Bürokratie“ zu erarbeiten. Infocom stimmte dem Plan schlussendlich zu. Laut Adams war das Spiel von seinen eigenen Erlebnissen inspiriert: Als er einmal innerhalb von London umzog, habe er ein korrekt ausgefülltes Formular für die Meldung eines Umzugs persönlich bei seiner Bank abgegeben. Kurze Zeit nach dem Umzug in die neue Wohnung sei seine Kreditkarte von der Bank für ungültig erklärt worden, und die Bank habe ihm eine neue Karte an seine ehemalige Adresse gesendet. Es habe mehrere Wochen gedauert, bis die Bank den Fehler behoben hätte, in denen Adams eine Vielzahl von Formularen ausfüllen und Gespräche mit verschiedenen Bankmitarbeitern habe führen müssen. Laut Adams habe die Bank schließlich einen Brief geschickt, in dem sie sich für die Unannehmlichkeiten entschuldigt hätte; dieser sei jedoch erneut an die ehemalige Adresse geschickt worden.
Da Adams keine Erfahrung im Umgang mit Infocoms hauseigener Spiel-Engine Z-machine hatte, wurde ihm (wie auch während der Produktion von Hitchhiker’s Guide) ein erfahrener Infocom-Mitarbeiter zur Seite gestellt, der das Skript so bearbeiten sollte, dass es für die Programmierung geeignet war, und diese Programmierung dann vornehmen sollte. Da Adams sehr langsam arbeitete und zahlreiche Zwischentermine platzen ließ, mussten firmenintern die Kapazitäten mehrmals umgeplant werden. Die Produktion dauerte vier Jahre, die längste Zeit, die ein Spiel bei Infocom je in Arbeit war. Während dieser Zeit wurden nacheinander über zehn Infocom-Autoren eingesetzt, so dass auf der Spielverpackung schließlich nicht Adams und einzelne Co-Autoren, sondern schlicht „Douglas Adams und die Mitarbeiter von Infocom“ genannt wurden. Beteiligt am Entstehungsprozess war außerdem Michael Bywater, ein britischer Autor und Journalist, der mit Adams befreundet war.
Der Originalverpackung lagen mehrere Dokumente und andere Gegenstände bei, die im Spiel referenziert wurden und damit einen Kopierschutz darstellten:
- Eine Umzugsbroschüre der fiktiven Bank Fillmore Fiduciary Trust
- Ein Werbezettel für das fiktive Magazin Popular Paranoia
- Ein Willkommensgruß des neuen Arbeitgebers des Spielers, der Happitec Corporation
- Ein Antragsformular für eine Kreditkarte mit drei Durchschlägen, von denen jeder anders lautende Anweisungen und Fragen aufweist
- Ein Stift zum Ausfüllen der Formulare

Obwohl Bureaucracy im typischen, humorvollen Stil von Adams geschrieben war, verkaufte sich das Spiel nur schleppend, vor allem im Vergleich zum Bestseller The Hitchhiker’s Guide to the Galaxy. Da Infocom 1987 bedingt durch das Scheitern der Datenbanksoftware Cornerstone in finanzielle Bedrängnis geraten war, wurde kaum Geld in die Werbung gesteckt.
„Bureaucracy“ ist auch einer der fünf Monate im Diskordianischen Kalender.

## Rezeption
Die deutsche Computerzeitschrift Happy Computer lobte den Humor und die skurrilen Details des Spiels. Für Redakteur Boris Schneider sei es „schlichtweg das beste Adventure, das ich kenne“, für Redakteur Heinrich Lenhardt werde es nur durch das ebenfalls von Infocom veröffentlichte Leather Goddesses of Phobos übertroffen.